# Troncal de la Costa Alterna
La Troncal de la Costa Alterna (E25A) es una carretera ecuatoriana, ubicada en la Provincia de  Santo Domingo de los Tsáchilas.  Esta troncal comprende un paseo lateral en sentido norte-sur alrededor de la margen oriental de la ciudad de Santo Domingo (Provincia de Santo Domingo de los Tsáchilas). La Troncal de la Costa Alterna (E25A) se inicia en el ramal occidental de la Transversal Norte (E20) al norte de Santo Domingo y termina en la Troncal de la Costa (E25) al sur de Santo Domingo.

## Localidades destacables
De oeste a este:
- [[Archivo:|20x20px|border|Bandera de Santo Domingo (Ecuador)]] Santo Domingo, Santo Domingo de los Tsáchilas